# 75 (число)
Вижте пояснителната страница за други значения на 75.
75 (седемдесет и пет) е естествено, цяло число, следващо 74 и предхождащо 76.
Седемдесет и пет арабски цифри се записва „75“, а с римски цифри – „LXXV“.

## Общи сведения
75 е:
- Атомният номер на числото рений
- Възрастовата граница за канадски сенатори